# パフリ (小惑星)
パフリ (1032 Pafuri) は、小惑星帯に位置する小惑星である。ヨハネスブルグのユニオン天文台でハリー・エドウィン・ウッドによって発見された。
南アフリカのパフリ川にちなんで命名された。